# 弗雷德里克·布魯斯塔德
弗雷德里克·布魯斯塔德（挪威語：Fredrik Brustad；1988年7月22日—）是一位挪威足球運動員。在場上的位置是前鋒。他現在效力於挪威足球甲級聯賽球隊KFUM奥斯陆足球俱乐部。他也代表挪威國家足球隊參賽。